# Выборы в Национальное Собрание Нагорно-Карабахской Республики (2010)
Парламентские выборы состоялись в непризнанной Нагорно-Карабахской Республике 23 мая 2010 года.

## Предыстория
Бывшая Нагорно-Карабахская автономная область Азербайджанской ССР провозгласила свою независимость от Азербайджана в 1991 году. В результате Первой карабахской войны (1991—1994) самопровозглашённая НКР при поддержке Вооружённых сил Армении де-факто стала независимой от Азербайджана. Однако независимость НКР не была признана на международном уровне ни одной страной, и Азербайджан до сих пор считает Нагорный Карабах неотъемлемой частью своей международно признанной территории.
Произошло снижение барьера для списков и переход в сторону большей мажоритарности по сравнению с предыдущими выборами.
В общей сложности 94,900 избирателей было зарегистрировано.

## Противоборствующие стороны
Для участия в выборах по единому пропорциональному округу были зарегистрированы: «Свободная Родина», Демократическая партия Арцаха (ДПА), армянская революционная федерация Дашнакцутюн (АРМ) и Коммунистическая партия Арцаха (ВМС). Из этих партий только коммунисты не поддержали президента Бако Саакяна на выборах в в 2007. Более 44 кандидатов баллотировались в 16 одномандатных избирательных округах.

## Опросы общественного мнения
| Дата опроса   | Институт         | СР | ДПА | ОПН | СРА | Индивидуалки |
| ------------- | ---------------- | -- | --- | --- | --- | ------------ |
| Мая 2010 года | Центра Социометр | 13 | 11  | 5   | 0   | 4            |

## Результаты
Итоги выборов
| Участник                                                   | По партийным спискам | По партийным спискам | По партийным спискам | Избирательный округ | Избирательный округ | Общая мест | +/-    |
| Участник                                                   | Голосов              | %                    | Мест                 | Мест                | %                   | Общая мест | +/-    |
| ---------------------------------------------------------- | -------------------- | -------------------- | -------------------- | ------------------- | ------------------- | ---------- | ------ |
| Свободная Родина                                           | 29,252               | 44.2 %               | 8                    | 6                   | 37.5 %              | 14         | 4      |
| Демократическая партия Арцаха                              | 18,017               | 27.0 %               | 5                    | 2                   | 12.5 %              | 7          | 5      |
| Армянская Революционная Федерация                          | 12,725               | 19.1 %               | 4                    | 2                   | 12.5 %              | 6          | 3      |
| Коммунистическая партия Арцаха                             | 3,057                | 4.6 %                | —                    | —                   | —                   | —          | Steady |
| Беспартийные                                               | —                    | —                    | —                    | 6                   | 37.5 %              | 6          | 2      |
| Действительных голосов                                     | 63,324               | 94.8 %               | —                    | —                   | —                   | —          | —      |
| Недействительные/пустые голоса                             | 3,446                | 5.2 %                | —                    | —                   | —                   | —          | —      |
| Общая (Явка 67,8 %)                                        | 66,771               | 100.0                | 17                   | 16                  | 100                 | 33         | Steady |
| Источник: НКР Министерство иностранных дел Кавказский узел |                      |                      |                      |                     |                     |            |        |